# Yayoi Jinguji
Yayoi Jinguji (神宮司 弥生, Jinguuji Yayoi), née Yayoi Fujimoto (藤本 弥生, Fujimoto Yayoi) à Hyogo le 8 décembre 1965 et morte le 17 décembre 2017, est une seiyū japonaise. Elle a notamment donné sa voix au personnage de Morrigan Aensland dans Darkstalkers. Jinguji a travaillé pour Arts Vision.

## Filmographie

### Anime
- Ai no Wakakusayama Monogatari (Shizuka Kawamura)

### OAV
- Makyū Senjō 2 (Opérateur féminin A)
- Megazone 23 - Part III - The Awakening of Eve (Secrétaire de Jacob, opérateur)

### Jeux vidéo
- Capcom vs. SNK: Millennium Fight 2000 (Morrigan Aensland)
- Capcom vs. SNK 2: Millionaire Fighting 2001 (Morrigan Aensland)
- Cross Edge (en) (Morrigan Aensland)
- Dungeons & Dragons: Shadow over Mystara (Thief)
- The Legend of Zelda: Ocarina of Time
- The Legend of Zelda: Majora's Mask
- Marvel vs. Capcom: Clash of Super Heroes (Morrigan Aensland, Ton Pooh)
- Marvel vs. Capcom 2: New Age of Heroes (Morrigan Aensland)
- Monster Hunter Frontier Online (en) (Femme Hunter VOICE TYPE 29)
- Namco × Capcom (Morrigan Aensland)
- Pocket Fighter (Morrigan Aensland)
- Super Puzzle Fighter II X (Morrigan Aensland)
- Tatsunoko vs. Capcom: Cross Generation of Heroes/Tatsunoko vs. Capcom: Ultimate All-Stars (Morrigan Aensland)
- Vampire: The Night Warriors (Morrigan Aensland)
- Vampire Hunter: Darkstalkers' Revenge (Morrigan Aensland)
- Vampire Savior: The Lord of Vampire (Morrigan Aensland)